# Атал III
Атал III Филометор Еургет (170. п. н. е. − 133 п. н. е) био је последњи краљ Пергама. Владао је од 138. до 133. године п. н. е.

## Биографија
Био је син Еумена II и његове жене Стратонике. Није могао да наследи престо свог оца с обзиром да је по његовој смрти 160. имао свега десет година. На престо је дошао његов стриц Атал II Филаделф. Атал је на пергамски престо дошао 138. године када је његов стриц Атал II умро. Атал је показивао мало интресовања за политику и владање Пергамом, посвећујући своје време проучавању медицине, ботанике, баштованства итд.
Атал III био је ожењен Береником са којом је имао истоимену ћерку принцезу Пергама која је била удата за Дејотара I Филоромаја, краља Галатије. Претпоставља се да је Атал био у веома блиским односима са својом мајком Стратоником, па је због тога званичном краљевском имену Атал додао Филометор Еургет, где Филометор у преводу са грчког значи Онај који воли мајку, а Еургет Добротвор. Атал III умро је 133. године п. н. е.
Аталова владавина трајала је кратко, а с обзиром да није имао мушких потомака његова последња жеља била је да своје краљевство остави Римској републици. Након Аталове смрти 133. године, човек који се издавао за његовог брата под именом Аристоник подигао је устанак против Рима, не желећи да пергамске поседе заузме Рим. Овај устанак је угушен 129. године, а некадашња територија Пергамске краљевине постала је римска провинција Азија.